# Radu Aftenie

Statuia lui Gheorghe Lazăr din Sibiu

Radu Aftenie (n. 2 octombrie 1936, București) este un sculptor român.

## Biografie
După absolvirea Liceului de Arte Plastice „Nicolae Tonitza”, în 1956, a urmat Institutul de Arte Plastice „Nicolae Grigorescu”, la clasa prof. Cornel Medrea, pe care l-a absolvit în 1962.
În perioada 1963-1965 a obținut Bursa Națională de sculptură „Frederic Storck“ și s-a perfecționat cu Boris Caragea.
A devenit membru al Uniunii Artiștilor Plastici din România în 1967.
În prima parte a carierei sale s-a axat pe monumente dedicate eroilor istorici și personalităților culturale ale României, lucrate în piatră, marmură sau bronz, ulterior trecând la o artă abstractă, menită să ilustreze înaltele valori și aspirații ale omenirii.
Ultima fază de creație a fost la Sibiu, oraș în care s-a stabilit.
În perioada 1964-2000 a participat cu lucrări în piatră, bronz și lemn la pete 60 de expoziții de sculptură, de grup și personale, în Franța, Israel, Polonia, Rusia, Bulgaria și Iugoslavia. Lucrări ale sale se regăsesc în colecții publice și private din Chile, SUA, Mexic, Canada, Spania, Bulgaria, Germania, Cipru, Republica Moldova și România.
În patrimoniul ASE se află o "Sculptură fără nume", din lemn, înaltă de 153 cm, semnată Aftenie Radu.

## Opera
Radu Aftenie își desfășoară creația pornind de la elemente tradiționale impregnate de caracteristici figurative spre o linie expresivă obținută prin simplificarea formelor. Caută în acest mod să plaseze omul într-un raport nuanțat cu ambientul. Tematica sa este bazată pe scene eroice sau comemorative folosind un limbaj realist în totală consonanță cu comenzile de domeniu public (Timpul Soarelui, 1976), sau în viziuni arhaice, masive, care se integrează perfect cu formele de relief în mijlocul cărora pot fi admirate (Burebista, piatră, 1980). Radu Aftenie este condus la abordarea unor teme mitologice precum Amazoană, Icar sau Talos, fiind preocupat de tehnica folosită și, bineînțeles , de o reconciliere a artificialului urban cu naturalul existențial. Lucrările executate în ultima perioadă a creației sale sunt caracterizate de o comuniune domoală a planurilor abstracte ce prezintă frângeri unghiulare cu volumele masive, fapt ce duce la obținerea unui desen compozițional liric, adesea pus în valoare de acuratețea polisării materialelor folosite, îndeosebi a bronzului.
Abordarea prin stilizare a corpului uman duce automat spre recuperarea primitivismului decantat deja de arta modernă (Maternitate, Protejați lumea copiilor, 2001), uneori cu aspect totemic și hibrid (De la pământ la stele, Jurământ, 2000), sau riscă formule acrobatice ce implică nuanțe umoristice (Meditație, Pianistul, 2001).

## Distincții
- 1977 - Premiul internațional pentru sculptura monumentală "THE SUN TIME" din Burgas, Bulgaria.[3]
- 1996 - Radu Aftenie a fost declarat Cetățean de onoare al Municipiului Cluj-Napoca, în urma ridicării monumentului ,,Glorie Ostașului Român” în 1995.[7][8]

## Lucrări de artă monumentală
- Monumentul Burebista, Tabăra națională de sculptură de la Măgura, Buzău, 1980.[1]
- Bustul lui Mircea Eliade, Toronto, Canada, 1983
- Statuia lui Gheoghe Lazăr, calcar, realizată de Radu Aftenie și amplasată în Piața Mare din Sibiu în anul 1986. În 2004 a fost demontată de constructorul care s-a ocupat de reabilitarea Pieței Mari.[9]
- Monumentul "Eroilor Neamului", Săveni, județul Botoșani, 1991.[10]
- Monumentul Glorie ostașilor români, în Piața Avram Iancu din Cluj, amplasată în spatele Catedralei Ortodoxe, după 1990, în locul monumentului închinat ostașilor sovietici.[11]
- Monumentul Lucian Blaga, la liceul “Lucian Blaga” din București, 1993.
- Monumentul martirilor, Maramureș, 1993.
- Statuia lui Gheorghe Lazăr din Sibiu, bronz, creată de Radu Aftenie în 2005 și amplasată pe actuala locație un an mai târziu (30 iulie 2006).[9]

## Expoziții
Expoziții personale: 
- 1963 - Muzeul Simu, București;
- 1964 - Galeria Ministerului Culturii, București;
- 1971 - Galeria Simeza (sculptură și desen), București;
- 1976 - Galeria Națională de Artă, Sofia, Bulgaria;
- 1979 - Muzeul de Artă Contemporană, Galați;
- 1981 - Muzeul de Artă Contemporană, Galați;
- 1982 - Galeria Orizont și Sala Dalles, București;
- 1983 - Muzeul Național Brukenthal, Sibiu;
- 1984 - Muzeul Național de Artă al României, București;
- 1986 - Muzeul Municipal, Pitești;
- 1987 - Galeria Orizont, București;
- 1992 - Galeria Apollo, București;
- 1993 - Galeria Orizont, București;
- 1997 - Galeria de Artă, Medgidia, Constanța;
- 1999 - Galeria de Artă a Universității de Arhitectură și Urbanism „Ion Mincu”, București;
- 2000 - Galeria Apollo, București;
- 2001 - Galeria Simeza, București;
- 2002 - Galeria „Anya Tish”, Houston, SUA;
- 2009, 2012 - Galeria Uniunii Artiștilor Plastici, Sibiu;
- 2010 - Expoziție personală, Muzeul de Artă din Râmnicu-Vâlcea;
- 2012 - Radu Aftenie. Sculptură, grafică, sculpturi recente în lemn și bronz, grafică și proiecte de monument, Palatul Brukenthal, Muzeul Național Brukenthal, Sibiu;
  - Expoziție personală organizată cu ocazia împlinirii a 50 de ani de activitate artistică, expune sculpturi în lemn și bronz și grafică realizată în Creta, Galeria Uniunii Artiștilor Plastici, filiala Sibiu;

2013 - Galeria de Artă a Uniunii Artiștilor Plastici, filiala Sibiu.
Expoziții de grup:
- 1967 - Galeria Simeza, București;
  - Expoziția Națională de Artă Anul Revoluționar 1848, Sala Dalles, București;
- 1968 - Galeria Simeza, București;
- 1969 - Sala Dalles, București;
- 1969 - Arta românească, Tel Aviv, Israel;
- 1969 - Arta românească, Titograd, Iugoslavia;
- 1969 - Arta românească, Varșovia, Polonia;
- 1969 - Arta românească, Rijeka, Croația;
- 1970 - Expoziția Internațională Victoria asupra fascismului, Varșovia, Polonia;
- 1973 - Galeria „Frederich Schiller”, București;
- 1974 - Muzeul Național de Artă al României, București;
- 1974 - Armata Română în Artele Plastice, Sala Dalles, București;
- 1975 - Artiștii în anul internațional al femeilor, Palatul Parlamentului, București;
- 1976 - Galeria Ateneului Român, București;
- 1976 - Concursul Internațional de Portret, Paris, Franța;
- 1977 - Expoziția Națională Țărani Români, Sala Dalles, București;
- 1979 - Expoziția de sculptură a artiștilor români, Sofia, Bulgaria;
- 1979 - Artă și ambarcațiuni, Plovdiv, Bulgaria;
- 1980 - 2050 de ani de la proclamarea unificării statului Dacia, Muzeul Național de Artă al României, București;
- 1981 - Mama și copilul, Sala Dalles, București;
- 1981 - Sculptură și tapiserie, expoziție itinerantă, Berlin, Germania;
- 1982 - Sala Dalles, București;
- 1984 - Expoziția românească de artă, Ierusalim, Israel;
- 2010 - Expoziție de sculptură, împreună cu pictorul Emil Comșa, Biblioteca Astra din Sibiu;
- 2011 - 500 de artiști, Centrul Cultural SOFIANU, Râmnicu-Vâlcea.

Simpozioane:
- 1972 - Măgura, Buzău;
- 1977 - Muzeul de sculptură, Burgàs, Bulgaria, realizează lucrarea The Sun Time;
- 1979 - Măgura, Buzău, realizează compoziția Burebista;
- 1980 - Măgura, Buzău;
- 1983 - Tabăra de Sculptură Poiana Soarelui, Săliște, Sibiu, realizează compoziția Mioritica, lemn;
- 1985 - Tabăra de creație de la Sighetu-Marmației, Maramureș, participă cu lucrarea Taina luminii;
- 1988 - Săliște, Sibiu;
- 2003, 2004, 2006 - Simpozionul Internațional de Artă, Blaj, Alba;
- 2006 - Tabăra de sculptură de la Cogealac, cu tema Re Creație cu Piatra, compoziția Simbioza Timpului, comuna Cogealac, Constanța.